# Казанджян, Рудик Ваганович
Рудик Ваганович Казанджян (род. 1968, Тбилиси, СССР) — советский и кипрский боксёр.

## Биография
Родился 8 января 1968 года в Тбилиси.
Боксом начал заниматься в 1978, закончил в 2002 году. Воспитанник тренера Хачатурова Гарика Левановича.
Мастер спорта СССР международного класса. Судья AIBA 1-star; тренер AIBA 1-star; ГГИФК Тбилиси — (Грузинская ССР) 1986−1992 год.
В настоящее время — Управляющий спорткомплекса по парусным видам спорта.

## Достижения
- Победитель спартакиады профтехобразования СССР 1984 года, Львов (Украинская ССР);
- Серебряный призёр Первых Юношеских игр 1985 года в Киеве (Украинская ССР);
- Победитель первенства СССР 1986 года в Кутаиси (Грузинская ССР);
- Бронзовый призёр первенства Европы в Брондби 1986 года (Дания);
- Бронзовый призёр чемпионата СССР 1987 года, Каунас (Литовская ССР).
- Обладатель Кубка СССР 1988 года, Караганда (Казахская ССР);
- Серебряный призёр Кубка СССР 1989 года, Подольск (Московская область);
- Бронзовый призёр чемпионата СССР 1990 года, Луцк (Украинская ССР);
- Бронзовый призёр Средиземноморских Игр 1997 года, Бари (Италия); (Mediterranean Games 1997)
- Бронзовый призёр 1998 Игр Содружеств Англии, Малайзия; (Commonwealth Games 1998)
- Бронзовый призёр Средиземноморских Игр 2001, Тунис. (Mediterranean Games 2001)

Победитель международных турниров класса А Copa Sandino (Nicaragua) 1985, Intercup (Hemsbach) 1987, Leningrad TV 1987, Volsstimme (Vienna) 1988, Halle (Germany) 1988, Lazarideia (Patra) 1995, Akropolis cup (Athens) 1996, Red sea (Eilat) 1996, Bockaicup (Hungary) 1997, Tofaleia (Patra) 1997.